# Murtosa (freguesia)
Murtosa es una freguesia portuguesa del concelho de Murtosa, con 14,56 km² de superficie y 3.140 habitantes (2001). Su densidad de población es de 215,7 hab/km².